# Paweł Ksawery Brzostowski
Paweł Ksawery Brzostowski herbu Strzemię, ps. i krypt.: Jeden domowy przyjaciel; P. X. B. R. W. X. L. K. O. P. (ur. 30 marca 1739 w Mosarzu w powiecie dzisieńskim, zm. 17 listopada 1827 w Rukojniach) – polski duchowny rzymskokatolicki, pisarz wielki litewski w 1762 roku, duchowny referendarz wielki litewski w latach 1774-1787, kanonik wileński w latach 1755-1773, publicysta i tłumacz.

## Życiorys
Syn Józefa, pisarza wielkiego litewskiego, starosty bystrzyckiego, i Ludwiki z Sadowskich. Brat Roberta, kasztelana płockiego oraz Stanisława, wojewody inflanckiego. Wyświęcony na księdza, w roku 1755 otrzymał kanonię wileńską. Przez 4 lata (1758-1762) studiował teologię w Rzymie. Powrócił do Polski i wkrótce potem (1762) został mianowany pisarzem wielkim litewskim, a jednocześnie z wyboru kapituły został deputatem na Trybunał Główny Wielkiego Księstwa Litewskiego.
W 1764 roku był członkiem konfederacji Wielkiego Księstwa Litewskiego.
Na zakupionych (1767) przez siebie dobrach Merecz w okolicy Turgiel pod Wilnem, założył na ich obszarze (nazwanym przez niego później Pawłowem) państwo włościańskie – Rzeczpospolitą Pawłowską. W tym samym roku został kawalerem Orderu Świętego Stanisława. W swej rzeczypospolitej włościańskiej nadał chłopom wolność, a władzę przekazał w ręce tamtejszej gminy. Sejm akt ten zatwierdził w roku 1791.
W latach 1760-1780 był hojnym mecenasem literatury i wydawnictw wileńskich (subsydiował m.in.: Logikę K. Narbutta i tłumaczenie historii Polski pióra P. J. Solignaca). W roku 1774 otrzymał referendarstwo wielkie litewskie. W okresie Konfederacji targowickiej i Insurekcji kościuszkowskiej przebywał (1792-1794) poza granicami Polski. Po III rozbiorze Polski (1795) sprzedał wszystkie swe posiadłości i opuścił kraj. Wojny toczące się wówczas we Włoszech skłoniły go jednak do powrotu. Początkowo osiadł w Turgielach w pobliżu Pawłowa, a następnie w Rukojniach pod Wilnem, na tamtejszym probostwie. Działał wówczas jako mecenas, filantrop, fundator kościołów, zajmując się jednocześnie wydawaniem swych pism. Tam też zmarł 17 listopada roku 1827, dożywszy lat 88. Jego grób Rosjanie sprofanowali i zniszczyli.
Obecnie w Turgielach istnieje polskojęzyczna szkoła średnia imienia Pawła Ksawerego Brzostowskiego, przy której działa muzeum poświęcone postaci Brzostowskiego, twórcy Rzeczypospolitej Pawłowskiej.

## Twórczość

### Ważniejsze utwory
- List... pisany do JW Imć Pana S. Brzostowskiego... w roku 1767, 12 dnia miesiąca października z Wilna, brak miejsca i roku wydania (przekł. łaciński: Epistola ad fratrem suum S. Brzostowski..., Wilno 1767)
- Ustawy stosujące się do dobrego porządku i powinności osiadłych ludzi w dobrach Pawłowie, czyli Mereczu, przepisane roku 1769, Wilno 1771; wyd. następne: Wilno 1791; przedr. S. Kutrzeba, A. Mańkowski: „Polskie ustawy wiejskie XV-XVIII w.”, Kraków 1938, Archiwum Komisji Prawniczej, t. 11; przedr. S. Inglot: Próby reform włościańskich w Polsce XVIII w. Wybór źródeł, Wrocław 1952, s. 245-269
- Lekarstwa dla wygody gospodarzy w Pawłowie mieszkających, Wilno 1770
- Kazanie o powinnościach poddanych ku królowi, Wilno 1771
- Obrona plebana, czyli roztrząśnienie i zbicie zarzutu mu uczynionego z okazji pisma odeń wydanego o rolnictwie. Przełożona z włoskiego, powst. Pawłów, 26 lipca 1775; brak miejsca i roku wydania (por. Przekłady)
- Wiadomość genealogiczna o domie Brzostowskich od wejścia z Polski do Litwy, brak miejsca wydania 1776; wyd. następne: Wilno 1818 (także w jęz. łacińskim pt. Domus Brzostowski, Rzym 1796; także w jęz. francuskim pt. Généalogie de la maison Brzostowski, Rzym 1797)
- Wieśniaczka, Warszawa 1786 (wyd. bez nazwiska autora; utwór wywołany powieścią M. Krajewskiego Podolanka wychowana w stanie natury i polemizującym z nią Listem Sandomierzanki do Podolanki)[6]
- Listy anonima opisujące komisją wolnych włościan z dziedzicem swoim J. W. księdzem Brzostowskim... Adresowane do Grebla bibliopoli krakowskiego, z powodu wyszłej w drukarni jego książki w 1788 r., „O poddanych polskich”, powst. 1788 lub 1789, brak miejsca wydania (1790); przedr. S. Inglot: Próby reform włościańskich w Polsce XVIII w. Wybór źródeł, Wrocław 1952, s. 270-280; Materiały do dziejów Sejmu Czteroletniego, t. 1, Wrocław 1955 (autorstwo sporne; S. Inglot wysunął hipotezę o autorstwie J. Wybickiego)
- Pawłów od r. 1767-1795 od jednego przyjaciela domowego opisany, Wilno 1811 (część zamierzonego przez autora wydania zbiorowego)
- Rozmyślanie na wsi w Turgielach, Wilno 1811 (część zamierzonego przez autora wydania zbiorowego)
- Kościoły, malowania znaczniejsze w Rzymie, w niektórych miastach włoskich, niemieckich, francuskich, polskich, podług opisania innych ode mnie uważane, Wilno 1811 (część zamierzonego przez autora wydania zbiorowego)
- Wspomnienia Brzostowskiego ogłoszone m.in. w artykule: „Wspomnienia dawnych Polaków”, Pielgrzym z Tęczyna (dod. Muzy Nadwiślańskiej) 1823, t. 1.

### Przekłady
- J. Ciapiński: Oda na szczęśliwą koronacją Najjaśniejszego Pana Stanisława Augusta napisana w łacińskim języku... na polski język przełożona 1764 r. w Wilnie, brak miejsca i roku wydania
- Nauka dla nowych spowiedników z włoskiego języka na polski wytłumaczona, cz. 1-2, Wilno 1765-1766, wyd. 2 Berdyczów 1774
- B. Gracian: Człowiek uniwersalny z francuskiego przełożony r. p. 1765, Wilno brak roku wydania
- H. L. Duhamel du Monceau: Dzieło o rolnictwie... po francusku napisane, na polski język przetłumaczone, t. 1, Wilno 1770; t. 2, Wilno 1773; przedmowę tłumacza przedr. Z. Florczak, L. Pszczołowska: Ludzie Oświecenia o języku i stylu, t. 1, Warszawa 1958.

### Prace edytorskie
- Zebranie z listów papieskich... dla nauki panien WW. Zakonnych... Przez Konstantyna Brzostowskiego w roku pańskim 1710 wydane, a teraz kosztem i staraniem... przedrukowane, brak miejsca i roku wydania (2 poł. XVIII wieku)
- Zabawki przystojnego człeka, brak miejsca i roku wydania.

### Listy
- Do Kazimierza Nestora Sapiehy z 7 grudnia 1790, Gazeta Narodowa i Obca 1790
- Do J. Zawadzkiego z roku 1809, wyd. T. Turkowski: Materiały do dziejów literatury i oświaty na Litwie i Rusi, t. 1, Wilno 1935, s. 148-151.

## Literatura dodatkowa
- Tadeusz Turkowski: Brzostowski Paweł Ksawery. W: Polski Słownik Biograficzny. T. 3: Brożek Jan – Chwalczewski Franciszek. Kraków: Polska Akademia Umiejętności – Skład Główny w Księgarniach Gebethnera i Wolffa, 1937, s. 55–56. Reprint: Zakład Narodowy im. Ossolińskich, Kraków 1989, ISBN 83-04-03291-0.

Julian Bartyś ,,Rzeczpospolita Pawlowska, cyzli   Państwo w państwie", Łódź,1982 r. T. 4: Oświecenie. W: Bibliografia Literatury Polskiej – Nowy Korbut. Warszawa: Państwowy Instytut Wydawniczy, 1966, s. 331-332.